# Форно-ди-Дзольдо
Форно-ди-Дзольдо (итал. Forno di Zoldo) — коммуна в Италии, располагается в провинции Беллуно области Венеция.
Население составляет 2878 человек, плотность населения составляет 36 чел./км². Занимает площадь 79 км². Почтовый индекс — 32012. Телефонный код — 0437.
Покровителем коммуны почитается святой Антоний Великий, празднование 17 января. В коммуне имеется храм святого Антония Великого (Валь-ди-Дзольдо).